# Doamna de Fier (film)
Doamna de Fier (conform originalului,  The Iron Lady ) este un film biografic britanic, bazat pe viața fostului premier al Regatului Unit, Margaret Thatcher (1925–2013), singura femeie-premier a acestei monarhii constituționale până la momentul premierei și prim-ministrul britanic cu cea mai lungă durată în funcție în decursul secolului al XX-lea.
Filmul a fost regizat de Phyllida Lloyd. Margaret Thatcher este interpretată (în cea mai mare parte a filmului) de Meryl Streep,, ilustrând anii târzii ai politicienei britanice, și de Alexandra Roach, pentru anii timpurii și cei de formare. Soțul Margaretei Thatcher, Denis Thatcher, este interpretat de Jim Broadbent, respectiv de Harry Lloyd ca tânărul Denis. Ministrul cel mai fidel Margaretei Thatcher din echipa sa ministerială, respectiv adjunctul său, Geoffrey Howe, este interpretat de Anthony Head.
Deși filmul a generat reacții diverse, jocul actoricesc al actriței Meryl Streep (ca Margaret Thatcher în perioada de maturitate) a fost foarte apreciat, fiind considerat ca una dintre cele mai remarcabile performanțe ale carierei sale. Ca atare, actrița americană, care este recunoscută și pentru modul său extraordinar de a pronunța engleza cu accente foarte diferite, a primit cea de-a 17-a nominalizare ca Best Actress a cunoscutului premiu Oscar, iar în final l-a și câștigat pentru a treia oară, la 29 de ani după cel îl câștigase pentru întâia oară. De asemenea, Streep a fost recompensată, pentru a doua oară, cu Premiul Globul de Aur pentru cea mai bună actriță (dramă), respectiv cu cel de-al optulea Premiu Golden Globe din cariera sa și cel de-al doilea Premiu BAFTA pentru cea mai bună actriță într-un rol principal.

## Distribuția filmului
- Meryl Streep în rolul târziei Margaret Thatcher (om politic britanic și prim-ministru al Regatului Unit),
  - Alexandra Roach ca tânăra Margaret [21],
- Jim Broadbent în rolul Denis Thatcher [22],
  - Harry Lloyd  în rolul tânărului Denis,
- Iain Glen în rolul Alfred Roberts,
- Olivia Colman în rolul Carol Thatcher,
- Anthony Head în rolul Geoffrey Howe,
- Nicholas Farrell în rolul Airey Neave,
- Richard E. Grant în rolul Michael Heseltine,
- Susan Brown  în rolul June - îngrijitoare târziei Margaret Thatcher,
- Martin Wimbush în rolul Mark Carlisle,
- Paul Bentley în rolul Douglas Hurd,
- Robin Kermode în rolul John Major,
- John Sessions în rolul Edward Heath,
- Roger Allam în rolul Gordon Reece,
- David Westhead în rolul baronului Reg Prentice,
- Michael Pennington în rolul Michael Foot,
- Angus Wright în rolul John Nott,
- Julian Wadham în rolul baronului Francis Pym,
- Nick Dunning în rolul baronului Jim Prior,
- Pip Torrens în rolul baronului Ian Gilmour,
- Ronald Reagan (din imagini de arhivă) ca el însuși,
  - Reginald Green as Ronald Reagan[23]

## Producție
Filmarea a început pe data de 31 decembrie 2010, iar filmul a fost lansat la sfârșitul anului 2011.

## După lansarea filmului

### Corectitudine istorică
În decursul filmului se sugerează că Margaret Thatcher ar fi spus adio prietenului său Airey Neave doar cu câteva momente înainte de asasinarea sa, trebuind să fie protejată de ofițerii corpului său de protecție. În realitate, Doamna de Fier nu fusese în Westminster la momentul morții lui Neave, dar a fost informată prompt de eveniment pe când se afla altundeva.
De asemenea, filmul nu portretizeză alte femei membre ale Parlamentului Regatului Unit. Conform realității, în timpul când Thatcher fusese membră a Parliament-ului, numărul total de femei membre ale acestuia variase între 19 și 41.

### Primire critică
În timp ce filmul The Iron Lady a primit diferite tipuri de recenzii, variind între critică acerbă și revizii pozitive, jocul actoricesc al actriței Meryl Streep a fost apreciat pozitiv de către toate recenziile. Pe web site-ul Rotten Tomatoes, filmul a primit un scor de 51%. Scorul s-a datorat pe baza medierii a 207 revizii critice, având consensul, "Performanța [actriței] Meryl Streep este perfect justificată" (conform originalului, "Meryl Streep's performance as The Iron Lady is reliably perfect." ). Pe web site-ul Metacritic, care afișeză o mediere a opiniilor a diferite recenzii din partea unor critici de film, filmul a acumulat un scor 54 din 100 (bazat pe 41 de opinii), scor ce indică păreri variate (conform, "mixed or average reviews").
Modalitatea în care filmul a prezentat-o pe Margaret Thatcher a fost criticată de cei doi copii ai acesteia, Mark și Carol, care ar fi declarat - înainte de terminarea filmului - "[filmul] apare ca o fantezie de stânga" (conform, "it sounds like some left-wing fantasy." 

## Premii și nominalizări
Format:Refimprove section
| Premii și nominalizări                            | Premii și nominalizări              | Premii și nominalizări                         | Premii și nominalizări |
| Premiu                                            | Categorie                           | Nominalizare                                   | Rezultat               |
| ------------------------------------------------- | ----------------------------------- | ---------------------------------------------- | ---------------------- |
| 84th Academy Awards                               | Best Actress                        | Meryl Streep                                   | Câștigat               |
| 84th Academy Awards                               | Best Makeup                         | Mark Coulier and J. Roy Helland                | Câștigat               |
| Australian Academy of Cinema and Television Arts  | Best International Actress          | Meryl Streep                                   | Câștigat               |
| BAFTA Awards                                      | Best Leading Actress                | Meryl Streep                                   | Câștigat               |
| BAFTA Awards                                      | Best Original Screenplay            | Abi Morgan                                     | Nominalizare           |
| BAFTA Awards                                      | Best Supporting Actor               | Jim Broadbent                                  | Nominalizare           |
| BAFTA Awards                                      | Best Makeup and Hair                | Marese Langan, Mark Coulier and J. Roy Helland | Câștigat               |
| Boston Society of Film Critics                    | Best Actress                        | Meryl Streep                                   | Nominalizare           |
| Broadcast Film Critics Association Awards         | Best Actress                        | Meryl Streep                                   | Nominalizare           |
| Broadcast Film Critics Association Awards         | Best Make-up                        | Marese Langan                                  | Nominalizare           |
| Central Ohio Film Critics Association             | Best Actress                        | Meryl Streep                                   | Nominalizare           |
| Chicago Film Critics Association Awards           | Best Actress                        | Meryl Streep                                   | Nominalizare           |
| Dallas-Fort Worth Film Critics Association Awards | Best Actress                        | Meryl Streep                                   | Nominalizare           |
| Denver Film Critics Society                       | Best Actress                        | Meryl Streep                                   | Câștigat               |
| Golden Globe Awards                               | Best Actress – Motion Picture Drama | Meryl Streep                                   | Câștigat               |
| Irish Film and Television Awards                  | Best International Actress          | Meryl Streep                                   | Nominalizare           |
| Irish Film and Television Awards                  | Best Costume Design                 | Consolata Boyle                                | Câștigat               |
| London Critics Circle Film Awards                 | Best Actress                        | Meryl Streep                                   | Câștigat               |
| London Critics Circle Film Awards                 | British Actress of the Year         | Olivia Colman                                  | Câștigat               |
| National Society of Film Critics Awards           | Best Actress                        | Meryl Streep                                   | Nominalizare           |
| 2011 New York Film Critics Circle Awards          | Best Actress                        | Meryl Streep                                   | Câștigat               |
| New York Film Critics Online Awards 2011          | Best Actress                        | Meryl Streep                                   | Câștigat               |
| Online Film Critics Society Awards                | Best Actress                        | Meryl Streep                                   | Nominalizare           |
| Phoenix Film Critics Society Awards               | Best Actress                        | Meryl Streep                                   | Nominalizare           |
| Satellite Awards                                  | Best Actress – Motion Picture       | Meryl Streep                                   | Nominalizare           |
| Screen Actors Guild Awards                        | Female Actor in a Leading Role      | Meryl Streep                                   | Nominalizare           |
| Southeastern Film Critics Association Awards      | Best Actress                        | Meryl Streep                                   | Câștigat               |
| Toronto Film Critics Association Awards           | Best Actress                        | Meryl Streep                                   | Nominalizare           |
| Washington D.C. Area Film Critics Association     | Best Actress                        | Meryl Streep                                   | Nominalizare           |

## Home media
The Iron Lady a fost de asemenea lansat pe format DVD simultan în Statele Unite ale Americii și Regatul Unit la data de 10 aprilie 2012. DVD-ul conține în afara filmului și secvențe documentare speciale, așa cum sunt Realizarea filmului Doamna de Fier (conform, Making The Iron Lady), Recrearea tinerei Margaret Thatcher (conform, Recreating the Young Margaret Thatcher), Bătălia din Camera Comunelor (conform, Battle in the House of Commons), Realizarea costumelor (conform, Costume Design) și Denis: Omul din spatele femeii (conform, Denis: The Man Behind the Woman).

## Alte articole conexe
- 2011 în film
- Listă de filme 20th Century Fox films
- Listă de filme biografice
- Listă de filme britanice din 2011
- Listă de filme a căror acțiune are loc în Londra
- Listă de filme franceze din 2011